# 江口菜子
江口菜子（日语：／ Eguchi Nako，1993年5月18日—）是日本的女性聲優、歌手，福岡縣出身。前81 Produce所屬。

## 人物
小時候就喜歡動畫跟漫畫，小學時曾參加各種少女漫畫雜誌的投稿。
高中時對VOCALOID著迷，並開始對聲音的工作抱持興趣。之後以名義進行音樂活動。
18歲時參加「VOCALOID3 蒼姬拉碧絲」歌聲的一般招募試鏡合格。

## 演出作品
※粗體字為主要角色。

### 電視動畫
2016年
- 從前有座靈劍山（文茵）
- 卡片戰鬥先導者G 超越之門篇（少年2）

2017年
- 靈契
- 飆速宅男 NEW GENERATION（觀眾）
- 偶像學園STARS！（花園綺羅羅[6]）
- 水嫩小嘰！！（惠美、小孩、喬的弟弟、鈴、記者）
- 100%帕斯卡老師（女子、女子2、店員、咖哩帕斯卡（中辣）、小帕斯卡1）
- 奇奇冒險日記（小貓A）
- 狐妖小紅娘
- Fate/Apocrypha（小孩B）
- 側車搭檔（女子B）

2018年
- 搖曳露營△（卡利布店員）
- 按鍵發明 PIKACHIN-KIT（麗）
- 飆速宅男 GLORY LINE（女學生）
- 重神機潘多拉（難民）
- Butlers～千年百年物語～（赤根椿）
- 音樂少女（諸岡洛洛[7]）

2019年
- 星光頻道（女孩子）
- 為了女兒，我說不定連魔王都能幹掉。（女神官B、女神官）
- 偶像活動 on Parade！（花園綺羅羅）

2021年
- 搖曳露營△ SEASON2（卡力布店員 關）

### OVA
2015年
- （超商店員[8]）

### 劇場版動畫
2016年
- 飆速宅男 SPARE BIKE（觀眾）

### 遊戲
2012年
- 晚安拉碧絲（蒼姬拉碧絲）

2013年
- 晚安APP：睡眠魔法強化訓練！（亞蕾西亞·里肯巴克）

2015年
- 新約Arcana Slayer（菲娜）

2016年
- 幻獸姬（炎帝、灰姑娘、犬神）
- 白貓Project（日和）
- 夜幕射手（瑪茲、莉莉、波波）

2017年
- 偶像學園！Photo on stage（花園綺羅羅）
- Smash & Magic（神舞的巫女 席拉[9]）
- 100%帕斯卡老師 完美顏料轟炸機（咖哩帕斯卡[10]）
- 小魔女學園 時空魔法與七大不可思議（索拉[11]）

### 其他
- VOCALOID3 Library 蒼姬拉碧絲（2012年4月6日、VOCALOID）
- 溫泉女孩（2017年，北鄉木乃美）[12]
- TIME DRIVER 我們所描繪的未來（2018年，女孩子、女性上班族）[13]

## 音樂CD

### 角色歌
| 發售日   | 商品名稱               | 演唱名義                     | 歌曲                                                           | 備註                         |
| 2018年   | 2018年                 | 2018年                       | 2018年                                                         | 2018年                       |
| -------- | ---------------------- | ---------------------------- | -------------------------------------------------------------- | ---------------------------- |
| 6月6日   | ON STAGE LIFE          | 音樂少女                     | 「ON STAGE LIFE」                                              | 電視動畫《音樂少女》插入曲   |
| 6月6日   | ON STAGE LIFE          | 音樂少女                     | 「ON STAGE LIFE (Taishi ReMix)」                               | 電視動畫《音樂少女》相關歌曲 |
| 7月25日  |                        | 音樂少女                     | 「」                                                           | 電視動畫《音樂少女》相關歌曲 |
| 8月8日   |                        | 音樂少女                     | 「」                                                           | 電視動畫《音樂少女》片尾曲   |
| 8月8日   | 「（Taishi ReMix）」   | 音樂少女                     | 電視動畫《音樂少女》相關歌曲                                   |                              |
| 9月5日   |                        | 諸岡洛洛（江口菜子）         | 「」                                                           | 電視動畫《音樂少女》插入曲   |
| 9月5日   | 「」                   | 諸岡洛洛（江口菜子）         | 電視動畫《音樂少女》相關歌曲                                   |                              |
| 9月26日  |                        | 音樂少女                     | 「」                                                           | 電視動畫《音樂少女》插入曲   |
| 9月26日  | 諸岡洛洛（江口菜子）   | 電視動畫《音樂少女》相關歌曲 | 「」                                                           |                              |
| 12月26日 | 音樂少女 BD第4卷特典CD | 電視動畫《音樂少女》相關歌曲 | 箕作沙沙芽（高橋花林）、諸岡洛洛（江口菜子）、金時琴子（Lynn） | 「IT'S UP TO US」            |

### 组合成员
1. ↑  金時琴子（Lynn）、迎羽織（小倉唯）、迎桐（上坂堇）、千歲春（沼倉愛美）、熊谷繪里（瀨戶麻沙美）、龍王更紗（渕上舞）、箕作沙沙芽（高橋花林）、西尾未來（岡咲美保）、雪野日陽（大野柚布子）、具志堅舒普（島袋美由利）、諸岡洛洛（江口菜子）
2. ↑  金時琴子（Lynn）、迎羽織（小倉唯）、迎桐（上坂堇）、千歲春（沼倉愛美）、熊谷繪里（瀨戶麻沙美）、龍王更紗（渕上舞）、箕作沙沙芽（高橋花林）、西尾未來（岡咲美保）、雪野日陽（大野柚布子）、具志堅舒普（島袋美由利）、諸岡洛洛（江口菜子）、山田木花子（深川芹亚）

## 外部連結
- 事務所官方簡歷，存于 （日語）
- 江口菜子的X（前Twitter）（日語）